# Xã Sago, Quận Itasca, Minnesota
Xã Sago (tiếng Anh: Sago Township) là một xã thuộc quận Itasca, tiểu bang Minnesota, Hoa Kỳ. Năm 2010, dân số của xã này là 176 người.